# 普卡尔帕
普卡尔帕（西班牙語：Pucallpa；克丘亚语：puka allpa，“红地球”），是秘鲁东部一城市，位于亚马逊河主流上游烏卡亞利河的岸边。它是烏卡亞利大區、科罗内尔波蒂略省和卡列里亞区的首府。
普卡尔帕始建于1840年代。在最初的几十年，它仍然是一个小村落，因为它位于该国亚马逊雨林和安第斯山脉之间。1880年代至1920年代間，一個透过秘魯中央鐡路连接普卡尔帕与该国其他地区的铁路项目斷斷續續，最後终于放弃。普卡尔帕的隔离终止于1945年一條通过廷戈玛丽亚连接首都利马的高速公路的完成。高速公路令當地产品得以行銷全国，从而提高该地区及其首府普卡尔帕的经济前景。然而，亚马逊雨林的大雨仍然是一个问题，因为他们蚕食公路，甚至可以引起洪水破坏它。普卡尔帕尚可透過国际机场進行空運及利用靠近城市中心的港口進行水運。在雨季裡，則利用浮動碼頭拉哈約達及意大利港維持水運。普卡尔帕透过公路与利马、瓦努科和塞羅德帕斯科连接。